# Eilhard Mitscherlich
Eilhard Mitscherlich (Neuende, 7 de gener del 1794 – Berlín, 28 d'agost del 1863), fou un químic i cristal·lògraf alemany. En un primer moment es va dedicar a la història i a la filosofia i més tard a la química, camp en el que seria conegut i reconegut. El 1821 va ser nomenat professor d'aquesta disciplina a la Universitat de Berlín. És conegut sobretot per la seva llei de l'isomorfisme (1819) que estableix que els composts que cristal·litzen al mateix temps probablement tenen una composició química similar. Aquesta relació entre la cristal·lització i la composició química va ser utilitzat per Jöns Jacob Berzelius per a la determinació de masses atòmiques relatives de molts elements.